# Ernst & Young Plaza
Ernst & Young Plaza je mrakodrap v centru kalifornského města Los Angeles. Má 41 pater a výšku 163 metrů, je tak 18. nejvyšší mrakodrap ve městě. Výstavba probíhala v letech 1982 – 1985 a za designem budovy stojí firma Skidmore, Owings and Merrill. Budova disponuje 115 600 m2 převážně kancelářských ploch, které obsluhuje 20 výtahů.